# Pazar (Tokat)
Pazar ist eine Stadt und Hauptort des gleichnamigen Landkreises (İlçe) in der türkischen Provinz Tokat. Die Stadt liegt etwa 25 Kilometer westlich der Provinzhauptstadt Tokat. Laut Stadtsiegel wurde der Ort 1957 zur Gemeinde (Belediye) erhoben.
Der Landkreis liegt im Westen der Provinz. Er grenzt im Süden an den Keis Artova, im Westen und Norden an den Kreis Turhal und im Osten an den zentralen Landkreis. Die Kreisstadt ist über eine Landstraße im Westen mit Zile und im Norden mit der Fernstraße D180 von Turhal nach Tokat verbunden. Durch den Norden des Kreises fließt der Yeşilırmak, in den im Westen von Süden kommend der Kastavur Deresi mündet. Ebenfalls im Westen liegt der See Kaz Gölü.

## Landkreis
Der Landkreis Pazar entstand 1987 durch Abspaltung des südlichen Teils des Kreises Turhal (Gesetz Nr. 3392). Bis dahin war Pazar ein Bucak in diesem Kreis und hatte bei der letzten Volkszählung vor der Gebietsänderung (1985) eine Bevölkerung von 20.206 Einwohnern, 4.857 Menschen wohnten im Verwaltungssitz. Das entsprach damals einem Bevölkerungsanteil von 16,85 % (Landkreis Turhal: 119.902 Einw.). Nach der Eigenständigkeit wies der Kreis bei der nächsten Volkszählung (1990) eine Einwohnerschaft von 21.624 auf, 5.669 entfielen dabei auf die Kreisstadt.
Ende 2020 besteht der Kreis Pazar neben der Kreisstadt (35,3 % der Kreisbevölkerung) aus einer weiteren Gemeinde (Belediye): Üzümören (3.817 Einw.). Des Weiteren gehören zum Kreis noch 16 Dörfer (Köy) mit durchschnittlich 296 Bewohnern. Bağlarbaşı (1.057) und Dereköy (990 Einw.) sind die größten Dörfer, fünf Dörfer haben mehr Einwohnern als der Durchschnitt, drei haben weniger als 100 Einwohner.
Mit 70,3 Einw. je km² hat der Landkreis die vierthöchste Bevölkerungsdichte, die Dichte der Provinz Tokat beträgt bei 59,5. Der städtische Bevölkerungsanteil liegt bei 64,20 Prozent.

## Ehrenbürger
Als Folge der vom Deutschen Bundestag am 2. Juni 2016 verabschiedeten Resolution zur Verurteilung des Völkermords an den Armeniern wurde dem Bundestagsabgeordneten Cem Özdemir die Ehrenbürgerschaft der Stadt aberkannt. Özdemir hatte sich zuvor für die Anerkennung des Völkermordes durch Deutschland eingesetzt und gab an, von dieser Ehrenbürgerschaft nichts gewusst zu haben.
Im selben Zusammenhang wurde die CDU-Abgeordnete Bettina Kudla, die als Einzige gegen die Resolution gestimmt hatte, zur Ehrenbürgerin von Pazar ernannt.